# Rallye Dakar 1980

Route der Rallye 1980

Die Rallye Dakar 1980 (2e Oasis de Paris à Dakar) war die zweite Ausgabe der Rallye Dakar. Sie begann am 1. Januar 1980 in Paris und endete am 23. Januar 1980 in Dakar.
Die Strecke führte über rund 10.000 Kilometer durch Frankreich, Algerien, Mali, Mauretanien, Niger, Obervolta und Senegal.

## Teilnehmer

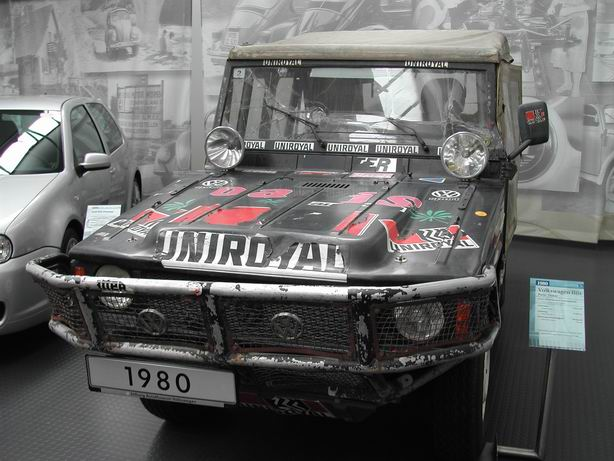
VW Iltis von Freddy Kottulinsky

Von den 216 gestarteten Fahrzeugen (116 Autos, 90 Motorräder und 10 Lkw) erreichten 88 das Ziel in Dakar, davon jedoch nur die ersten 30 Autos und die ersten 25 Motorräder innerhalb der Wertungszeit.
Erstmals dabei waren der mehrfache Le-Mans-Sieger Henri Pescarolo sowie der für seine Rolle als Kommissar Moulin bekannte Schauspieler Yves Rénier. Auf Motorrädern gingen des Weiteren der Ruderer Gérard d’Aboville und seine vier Brüder an den Start.
Nachdem es im Vorjahr bei der ersten Ausgabe der Rallye offiziell nur eine Gesamtwertung gab, wurden nun erstmals separate Wertungen für die Kategorien Motorräder, Autos und Trucks geführt.
Bei den Motorrädern wie auch im Gesamtklassement siegte erneut Cyril Neveu auf einer Yamaha XT 500, bei den Autos hieß der Sieger Freddy Kottulinsky, der auf einem VW Iltis als insgesamt dritter Teilnehmer das Ziel erreichte. Auch der zweite (Patrick Zaniroli) und vierte (Jean Ragnotti) Platz werden hier von Iltissen belegt. Roland Gumpert, der spätere Rennleiter bei Audi Sport, der an der Weiterentwicklung des VW Iltis maßgeblich beteiligt war, erreichte mit dem Iltis-Servicefahrzeug den neunten Platz bei den Autos.
Die Lkw-Wertung gewann Miloud Ataouat auf Sonacome. Zwei weitere Fahrzeuge dieser algerischen Marke (heute SNVI, hervorgegangen aus einer ehemaligen Fabrik von Berliet) vom Typ M210 6x6, ausgerüstet mit V8-Motoren von Deutz, belegten auch den dritten und vierten Platz in ihrer Kategorie, jedoch blieb dies die einzige Teilnahme von Sonacome bei der Rallye Dakar.
Schnellste Frau wurde Christine Beckers, die auf einem Range Rover V8 den siebten Platz in der Auto-Wertung belegte.

## Zwischenfälle
Nach der vierten Etappe wurde Hubert Auriol, der bereits drei Spezialprüfungen gewonnen und die Führung bei den Motorrädern übernommen hatte, disqualifiziert, da er nach einem Getriebeschaden sein Motorrad von einem einheimischen Lkw transportieren ließ.

## Ergebnisse
| Rang | Autos                                | Autos         | Motorräder      | Motorräder | Trucks                            | Trucks   |
| Rang | Fahrer                               | Marke         | Fahrer          | Marke      | Fahrer                            | Marke    |
| ---- | ------------------------------------ | ------------- | --------------- | ---------- | --------------------------------- | -------- |
| 1    | F. Kottulinsky G. Löffelmann         | Volkswagen    | C. Neveu        | Yamaha     | M. Ataouat H. Boukrif M. Kaloua   | Sonacome |
| 2    | P. Zaniroli P. Colesse               | Volkswagen    | M. Merel        | Yamaha     | B. Heu D. Delobel G. Versino      | MAN      |
| 3    | C. Marreau B. Marreau                | Renault       | J. Pineau       | Yamaha     | Bouzid Daid Mekhelef              | Sonacome |
| 4    | J. Ragnotti G. Vaills                | Volkswagen    | J. Lloret       | Yamaha     | M. Affane Zergoun L. Haddou       | Sonacome |
| 5    | C. Neveu R. Bourgoin                 | Range Rover   | Fenouil         | BMW        | J. Marie C. Boulay                | Renault  |
| 6    | C. Bourgoignie J. Tasiaux M. Gierst  | Range Rover   | P. Vassard      | KTM        | J. Frumholtz F. Doz               | Renault  |
| 7    | C. Beckers T. Gérin M. Stinglhamber  | Range Rover   | A. Padou        | Honda      | R. Metge T. de Saulieu G. Landais | Leyland  |
| 8    | J. Deleforterie P. Deleforterie Prat | Toyota        | L. Loue         | Yamaha     | –                                 | –        |
| 9    | R. Gumpert A. Eder                   | Volkswagen    | G. Albaret      | Yamaha     | –                                 | –        |
| 10   | C. Guermonprez J. Ravez              | Range Rover   | M. Joineau      | Suzuki     | –                                 | –        |
| 11   | Y. Sunhill                           | Buggy Sunhill | M. Yvora        | Yamaha     | –                                 | –        |
| 12   | J. Kurrer J. Chanteux                | Cournil       | G. Burgat       | Yamaha     | –                                 | –        |
| 13   | H. Cotel C. Corbetta                 | Buggy Cotel   | G. Verhaeghe    | Honda      | –                                 | –        |
| 14   | P. Coquant B. Atanne Cardinal        | Toyota        | D. René         | Honda      | –                                 | –        |
| 15   | P. Leroux L. Maserati                | Toyota        | P. Beaufront    | Yamaha     | –                                 | –        |
| 16   | G. Moy M. Indlet R. Noury            | Toyota        | J. Tonnelline   | Suzuki     | –                                 | –        |
| 17   | Y. Rénier Y. Genies P. Le Guen       | Toyota        | P. Duisit       | Yamaha     | –                                 | –        |
| 18   | L. Andrieu C. Bouillon               | Toyota        | M. Cheylan      | Ducati     | –                                 | –        |
| 19   | A. Trossat J. Touron                 | Lada          | G. Lebrun       | Honda      | –                                 | –        |
| 20   | C. Neveu J. Aubourg                  | Range Rover   | C. Martin       | Honda      | –                                 | –        |
| 21   | J. Bordais M. Quie                   | Range Rover   | J. Auriol       | Yamaha     | –                                 | –        |
| 22   | H. Lizard Soriano                    | Toyota        | P. Decombeix    | Honda      | –                                 | –        |
| 23   | F. Harrewyn L. Liger                 | Mercedes-Benz | N. Maitrot      | Honda      | –                                 | –        |
| 24   | P. Thenoux O. Gouilloud              | Cournil       | G. Desheulles   | KTM        | –                                 | –        |
| 25   | C. Tamalet F. Tamalet                | Pinzgauer     | M. Razet        | Suzuki     | –                                 | –        |
| 26   | L. Bonaldi B. Pailloux               | Lada          | J. Plu          | Yamaha     | –                                 | –        |
| 27   | J. Clatot J. Kaiser D. Beinhauer     | Pinzgauer     | N. d’Aboville   | Kawasaki   | –                                 | –        |
| 28   | C. Duboscq J. Duboscq                | Lada          | M. Simonot      | Vespa      | –                                 | –        |
| 29   | M. Hugueny J. Prost                  | Toyota        | P. Roa          | Yamaha     | –                                 | –        |
| 30   | R. Claudin M. Claudin                | Range Rover   | B. Tcherniavsky | Vespa      | –                                 | –        |
| 31   | A. Granja J. Lourseau J. Lefèvre     | Range Rover   | G. d’Aboville   | Kawasaki   | –                                 | –        |
| 32   | M. Delannoy G. Badiou                | Toyota        | –               | –          | –                                 | –        |
| 33   | J. Neyrial P. Fournol                | Peugeot       | –               | –          | –                                 | –        |
| 34   | J. Simon E. Boulanger                | Range Rover   | –               | –          | –                                 | –        |
| 35   | A. Bard P. Daniel                    | Toyota        | –               | –          | –                                 | –        |
| 36   | P. Mongin J. Souvant C. Simonpietri  | Toyota        | –               | –          | –                                 | –        |
| 37   | C. Rodier B. Mairesse                | Toyota        | –               | –          | –                                 | –        |
| 38   | J. Bordier D. Lemoyne                | Land Rover    | –               | –          | –                                 | –        |
| 39   | A. Berla Arbin Henrio                | Toyota        | –               | –          | –                                 | –        |
| 40   | R. Barbe Duriaux Mesplomb            | Toyota        | –               | –          | –                                 | –        |
| 41   | P. Remusat Pruvot                    | Toyota        | –               | –          | –                                 | –        |
| 42   | G. Barral Besnard                    | Toyota        | –               | –          | –                                 | –        |
| 43   | M. Hugueny C. Santos                 | Toyota        | –               | –          | –                                 | –        |
| 44   | Guichard Flamain Soler               | Toyota        | –               | –          | –                                 | –        |
| 45   | R. Trautmann R. Valleci              | Land Rover    | –               | –          | –                                 | –        |
| 46   | J. Hanrioud M. Bertini               | Land Rover    | –               | –          | –                                 | –        |
| 47   | P. Heinis E. Heinis                  | Toyota        | –               | –          | –                                 | –        |
| 48   | F. Brébant D. Nayrole                | Land Rover    | –               | –          | –                                 | –        |
| 49   | G. Guillot P. Pradeau                | Cournil       | –               | –          | –                                 | –        |
| 50   | J. Piot B. Spragia                   | Land Rover    | –               | –          | –                                 | –        |